# Mistrzostwa Świata w Hokeju na Lodzie 1930
Mistrzostwa Świata w Hokeju na Lodzie 1930 – 4. edycja mistrzostw świata organizowana przez IIHF, która odbyła się w trzech państwach: Austria, Francja i Niemcy. Jest to jak dotychczas jedyny turniej, których organizatorem były trzy kraje oraz jednocześnie pierwszy turniej mistrzostw świata, który nie jest turniejem olimpijskim. Turniej odbył się w dniach 31 stycznia-10 lutego, a miastami goszczącymi najlepsze drużyny świata były Chamonix (Francja), Wiedeń (Austria) i Berlin (Niemcy).

## Formuła
Pierwszego dnia mistrzostw odbyły się trzy mecze pierwszej rundy mistrzostw. Zwycięzcy pojedynków awansowali do ćwierćfinałów, gdzie z pięcioma reprezentacjami: Polski, Japonii, Szwajcarii, Czechosłowacji oraz Austrii, walczyli o awans do półfinałów. Ich zwycięzcy rozegrali mecz finałowy, zaś drużyny, który przegrały w półfinale zagrały mecz o czwarte miejsce, przy czym jest to jednocześnie mecz o trzecie miejsce mistrzostw Europy. Zwycięzca finału otrzymywał prawo gry z reprezentacją Kanady o tytuł najlepszej drużyny globu.

## Pierwsza runda
| 31 stycznia 1930 | Francja | 4:1 | Belgia | Stadion Olimpijski, Chamonix |

|  | Simond 1:1 M. Couvert 2:1 M. Couvert 3:1 Hassler 4:1 | (0:1, 2:0, 2:0) | 0:1 Peltzer | Widzów: 1000 Sędzia główny: Sachs |

| 31 stycznia 1930 | Węgry | 2:0 | Włochy | Stadion Olimpijski, Chamonix |

|  | Minder 1:0 Jeney (Minder) 2:0 | (0:0, 2:0, 0:0) |  | Widzów: 500 Sędzia główny: Paul Loicq |

| 31 stycznia 1930 | Rzesza Niemiecka | 4:2 | Wielka Brytania | Stadion Olimpijski, Chamonix |

|  | Jaenecke (Römer) 1:2 Jaenecke 2:2 Jaenecke 3:2 Römer 4:2 | (0:2, 2:0, 2:0) | 0:1 Home 0:2 Mulholland | Sędzia główny: Albert Clayton |

## Ćwierćfinały
| 1 lutego 1930 | Polska | 5:0 | Japonia | Stadion Olimpijski, Chamonix |

|  | Kowalski 1:0 Krygier 2:0 Adamowski 3:0 Kulej 4:0 Tupalski 5:0 | (2:0, 2:0, 1:0) |  |  |

| 1 lutego 1930 | Szwajcaria | 3:1 | Czechosłowacja | Stadion Olimpijski, Chamonix |

|  | Meng C. Torriani R. Torriani 27. | (2:1, 1:0, 0:0) | Dorasil | Sędzia główny: Howard Armstrong |

| 1 lutego 1930 | Austria | 2:1 | Francja | Stadion Olimpijski, Chamonix |

|  | Brück (Demmer) 1:0 Dietrichstein (Trauttenberg) 2:1 | (1:1, 0:0, 1:0) | 1:1 Charlet | Sędzia główny: Paul Loicq |

| 1 lutego 1930 | Węgry | 1:4 | Rzesza Niemiecka | Stadion Olimpijski, Chamonix |

|  | Jaenecke 1:0 Jaenecke 2:0 Jaenecke 3:0 Schröttle 4:0 | (0:1, 0:0, 1:3) | 4:1 Lator |  |

## Półfinały
| 2 lutego 1930 | Rzesza Niemiecka | 3:1 | Polska | Stadion Olimpijski, Chamonix |

|  | Jaenecke 1:1 Jaenecke (Ball) 2:1 Römer 3:1 | (1:1, 2:0, 0:0) | 0:1 Tupalski (Krygier) |  |

| 2 lutego 1930 | Szwajcaria | 2:1 | Austria | Stadion Olimpijski, Chamonix |

|  | Geromini 1:0 Geromini 2:1 | (0:0, 1:1, 1:0) | 1:1 Ernst Trauttenberg |  |

## Mecz o czwarte miejsce
| 5 lutego 1930 | Austria | 2:0 | Polska | Wiener Eislaufverein, Wiedeń |

|  | Lederer 33. Demmer 38. | (0:0, 0:0, 2:0) |  | Sędzia główny: Radke |

## Finał Mistrzostw Europy
| 9 lutego 1930 | Rzesza Niemiecka | 2:1 | Szwajcaria | Berlin Sportpalast, Berlin |

|  | Jaenecke (Ball) 1:1 Römer (Ball) 2:1 | (0:1, 1:0, 1:0) | 0:1 Geromini |  |

## Finał
| 10 lutego 1930 | Kanada | 6:1 | Rzesza Niemiecka | Berlin Sportpalast, Berlin |

|  | Grant 1:1 Park 2:1 Grant 3:1 Park 4:1 Armstrong 5:1 Joseph Griffin 6:1 | (2:1, 2:0, 2:0) | 0:1 Ball (Jaenecke) | Sędzia główny: Paul Loicq |

## Klasyfikacja końcowa
| Lp. | Reprezentacja    |
| --- | ---------------- |
|     | Kanada           |
|     | Rzesza Niemiecka |
|     | Szwajcaria       |
| 4   | Austria          |
| 5   | Polska           |
| 6   | Francja          |
| 6   | Węgry            |
| 6   | Czechosłowacja   |
| 6   | Japonia          |
| 10  | Wielka Brytania  |
| 10  | Włochy           |
| 10  | Belgia           |

## Klasyfikacja Mistrzostw Europy
| Lp. | Reprezentacja    |
| --- | ---------------- |
|     | Rzesza Niemiecka |
|     | Szwajcaria       |
|     | Austria          |
| 4   | Polska           |
| 5   | Francja          |
| 5   | Węgry            |
| 5   | Czechosłowacja   |
| 8   | Wielka Brytania  |
| 8   | Włochy           |
| 8   | Belgia           |

## Klasyfikacja strzelców
| Zawodnik             | Drużyna          | Gole |
| -------------------- | ---------------- | ---- |
| Gustav Jaenecke      | Rzesza Niemiecka | 9    |
| Albert Geromini      | Szwajcaria       | 3    |
| Erich Römer          | Rzesza Niemiecka | 3    |
| Marcial Couvert      | Francja          | 2    |
| Gordon Grant         | Kanada           | 2    |
| Alexander Park       | Kanada           | 2    |
| Aleksander Tupalski  | Polska           | 2    |
| Tadeusz Adamowski    | Polska           | 1    |
| Howard Armstrong     | Kanada           | 1    |
| Rudolf Ball          | Rzesza Niemiecka | 1    |
| Walter Brück         | Austria          | 1    |
| Armand Charlet       | Francja          | 1    |
| Fritz Demmer         | Austria          | 1    |
| Jacques Ditrichstein | Austria          | 1    |
| Wolfgang Dorasil     | Czechosłowacja   | 1    |
| Joseph Griffin       | Kanada           | 1    |
| Albert Hassler       | Francja          | 1    |
| W. J. Home           | Wielka Brytania  | 1    |
| Zoltán Jeney         | Węgry            | 1    |
| Adam Kowalski        | Polska           | 1    |
| Włodzimierz Krygier  | Polska           | 1    |
| Lucjan Kulej         | Polska           | 1    |
| Géza Lator           | Węgry            | 1    |
| Ulrich Lederer       | Austria          | 1    |
| Heinrich Meng        | Szwajcaria       | 1    |
| Sándor Mindér        | Węgry            | 1    |
| R. D. Mulholland     | Wielka Brytania  | 1    |
| Marco Peltzer        | Belgia           | 1    |
| Martin Schröttle     | Rzesza Niemiecka | 1    |
| Gérard Simond        | Francja          | 1    |
| Conrad Torriani      | Szwajcaria       | 1    |
| Richard Torriani     | Szwajcaria       | 1    |
| Hans Trauttenberg    | Austria          | 1    |